# Cheval-Blanc
Pour les articles homonymes, voir Cheval blanc.
Cheval-Blanc est une commune française, située dans le département de Vaucluse en région Provence-Alpes-Côte d'Azur en France métropolitaine.
Ses habitants sont appelés les Chevalblanais.

## Géographie

### Localisation
Cheval-Blanc est une commune située à la pointe ouest du petit Luberon.

### Communes limitrophes
Les communes limitrophes sont Mallemort, Orgon, Sénas, Cavaillon, Maubec, Ménerbes, Mérindol, Oppède, Robion et Taillades.
| Taillades, Cavaillon     | Robion, Maubec (sur 200 m) | Oppède, Ménerbes             |
| Orgon (Bouches-du-Rhône) | Cheval-Blanc               | Mérindol                     |
|                          | Sénas (Bouches-du-Rhône)   | Mallemort (Bouches-du-Rhône) |

### Transports
La route départementale 973 passe par la « Canebière » de Cheval-Blanc, ainsi que la route départementale 31.
La ligne TGV Lyon-Marseille passe sur le territoire de la commune sans qu'il n'y ait d'arrêt. La gare TGV la plus proche est la gare d'Avignon TGV, et l'autoroute la plus proche, l'A7 avec un accès depuis plan d'orgon.
Lors de la construction de cette ligne SNCF, une grande base de travaux et un dépôt d'engins de travaux ferroviaires portant le même nom que le village furent implantés sur la commune.

### Relief
Il est très contrasté. La commune est divisée en deux, d'un côté la plaine irriguée dans le lit majeur de la Durance, de l'autre le début de la surrection du Luberon.

### Géologie
Le sol en plaine est formé de dépôts duranciens. Le massif du Luberon compose l'autre partie de la commune. Cette chaîne a commencé à se former au Crétacé inférieur, c'est-à-dire entre -135 et -95 millions d'années pour finir de se plisser à partir de -15 millions d'années d'abord dans un axe nord-sud, puis N.NE-S.SO. entre -7 et -3 millions d'années. Ces compressions successives ont trouvé leurs termes au Pliocène.

### Sismicité
Les cantons de Bonnieux, Apt, Cadenet, Cavaillon, et Pertuis sont classés en zone Ib (risque faible). Tous les autres cantons du département de Vaucluse sont classés en zone Ia (risque très faible). Ce zonage correspond à une sismicité ne se traduisant qu'exceptionnellement par la destruction de bâtiments.

### Hydrographie
Le territoire de la commune est limité au sud par la Durance et il est traversé par le Régalon. Cette rivière, au débit pluvial, prend sa source dans le Luberon où elle a creusé des gorges dont les parois, hautes de plus de 50 mètres, sont, par endroits, rapprochées à moins d'un mètre. Dérivé des eaux de la Durance, le canal Saint-Julien ainsi que ceux du Cabedan Vieux et Neuf irriguent la commune.

### Climat
Pour des articles plus généraux, voir Climat de Provence-Alpes-Côte d'Azur et Climat de Vaucluse.
En 2010, le climat de la commune est de type climat méditerranéen franc, selon une étude du Centre national de la recherche scientifique s'appuyant sur une série de données couvrant la période 1971-2000. En 2020, Météo-France publie une typologie des climats de la France métropolitaine dans laquelle la commune est exposée à un climat méditerranéen et est dans la région climatique  Provence, Languedoc-Roussillon, caractérisée par une pluviométrie faible en été, un très bon ensoleillement (2 600 h/an), un été chaud (21,5 °C), un air très sec en été, sec en toutes saisons, des vents forts (fréquence de 40 à 50 % de vents > 5 m/s) et peu de brouillards. 
Pour la période 1971-2000, la température annuelle moyenne est de 14,1 °C, avec une amplitude thermique annuelle de 18,1 °C. Le cumul annuel moyen de précipitations est de 669 mm, avec 5,7 jours de précipitations en janvier et 2,1 jours en juillet. Pour la période 1991-2020, la température moyenne annuelle observée sur la station météorologique de Météo-France la plus proche, « Cabrières d'Avignon », sur la commune de Cabrières-d'Avignon à 12 km à vol d'oiseau, est de 14,0 °C et le cumul annuel moyen de précipitations est de 696,9 mm. 
La température maximale relevée sur cette station est de 43,2 °C, atteinte le 28 juin 2019 ; la température minimale est de −15,2 °C, atteinte le 7 janvier 1985,,. 
Les paramètres climatiques de la commune ont été estimés pour le milieu du siècle (2041-2070) selon différents scénarios d'émission de gaz à effet de serre à partir des nouvelles projections climatiques de référence DRIAS-2020. Ils sont consultables sur un site dédié publié par Météo-France en novembre 2022.

## Urbanisme

### Typologie
Au 1er janvier 2024, Cheval-Blanc est catégorisée ceinture urbaine, selon la nouvelle grille communale de densité à sept niveaux définie par l'Insee en 2022.
Elle appartient à l'unité urbaine d'Avignon, une agglomération inter-régionale regroupant 59  communes, dont elle est une commune de la banlieue,,. Par ailleurs la commune fait partie de l'aire d'attraction de Cavaillon, dont elle est une commune de la couronne,. Cette aire, qui regroupe 6 communes, est catégorisée dans les aires de moins de 50 000 habitants,.

### Occupation des sols
L'occupation des sols de la commune, telle qu'elle ressort de la base de données européenne d’occupation biophysique des sols Corine Land Cover (CLC), est marquée par l'importance des forêts et milieux semi-naturels (72,5 % en 2018), en augmentation par rapport à 1990 (70,5 %). La répartition détaillée en 2018 est la suivante : 
milieux à végétation arbustive et/ou herbacée (43,4 %), forêts (16 %), espaces ouverts, sans ou avec peu de végétation (13 %), zones agricoles hétérogènes (11,1 %), cultures permanentes (9 %), prairies (2,4 %), zones urbanisées (2,3 %), zones industrielles ou commerciales et réseaux de communication (1,3 %), eaux continentales (0,9 %), espaces verts artificialisés, non agricoles (0,5 %). L'évolution de l’occupation des sols de la commune et de ses infrastructures peut être observée sur les différentes représentations cartographiques du territoire : la carte de Cassini (XVIIIe siècle), la carte d'état-major (1820-1866) et les cartes ou photos aériennes de l'IGN pour la période actuelle (1950 à aujourd'hui).

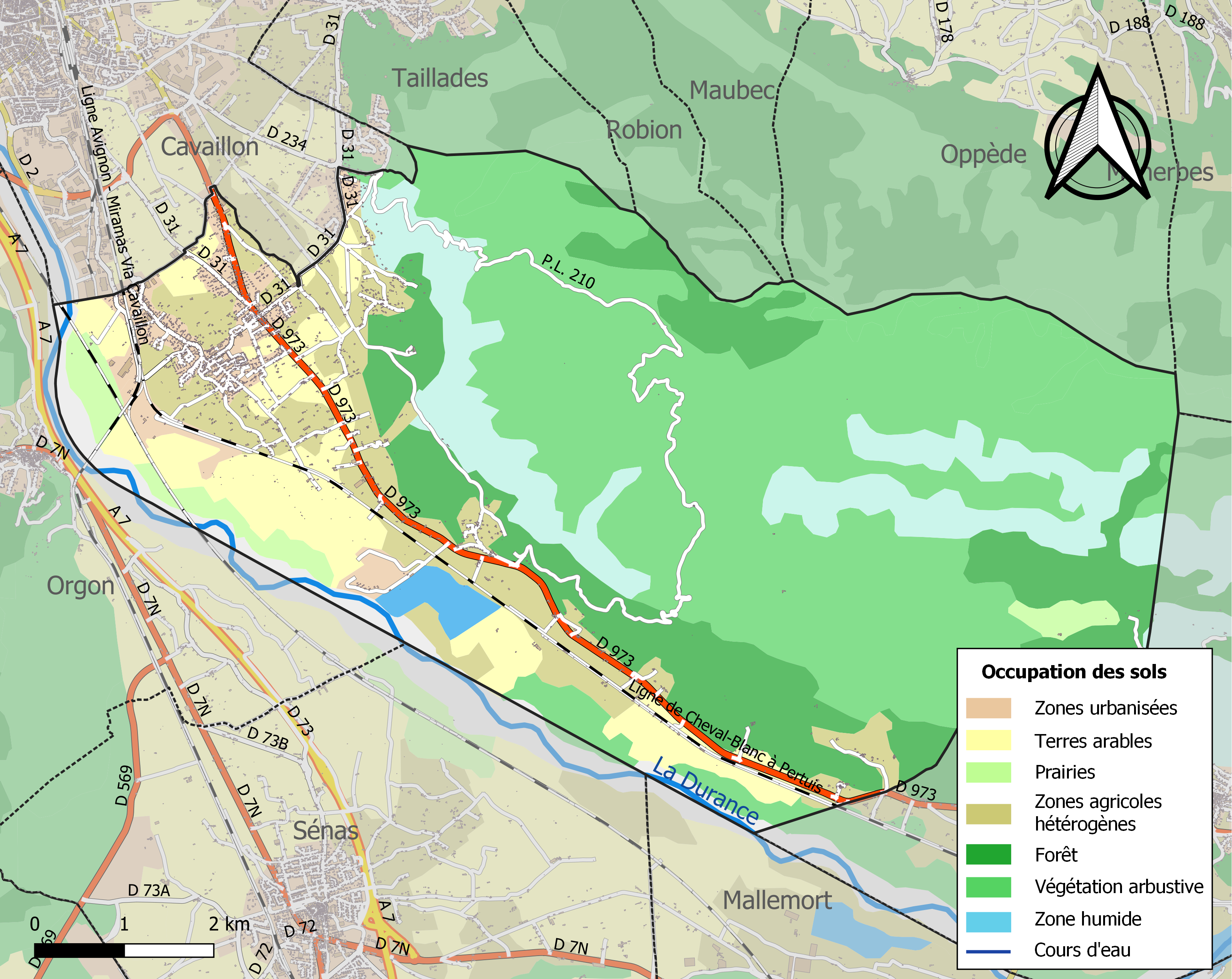
Carte des infrastructures et de l'occupation des sols de la commune en 2018 (CLC).

## Toponymie
En occitan provençal, la commune s’appelle [lu tʃiˈvaw ˈblaⁿ]: cela s'écrit lo Chivau Blanc selon la norme classique ou lou Chivau-Blanc selon la norme mistralienne (la forme raccourcie « Chivau-Blanc » qu’on voit sur les panneaux d’entrée est incorrecte).
La forme occitane et la forme française font référence à une vieille auberge qui portait une enseigne avec un « cheval blanc ». Cette tradition est perpétuée aujourd'hui par l’Auberge de Cheval Blanc.

## Histoire

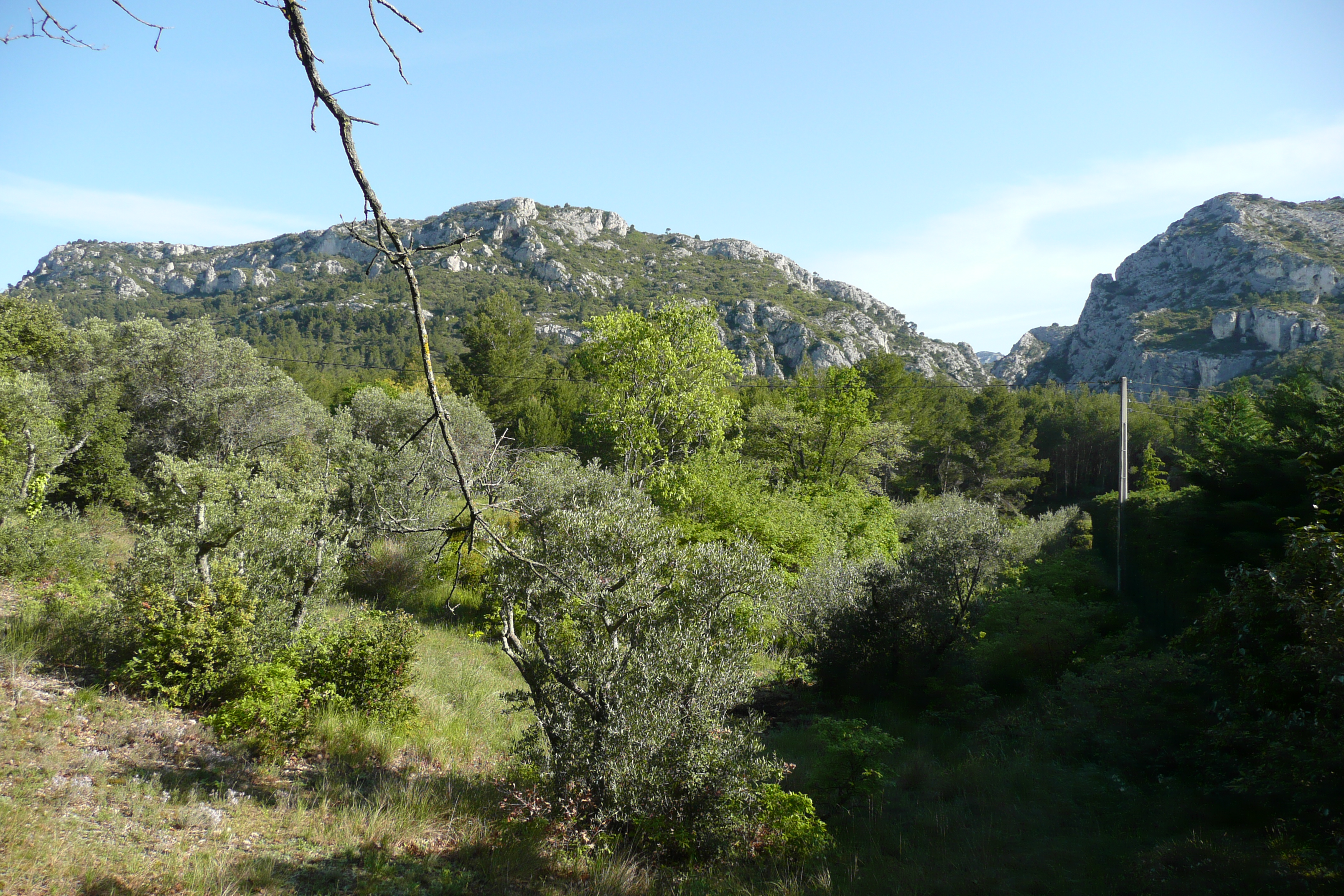
L'entrée des gorges du Régalon.

### Préhistoire et Antiquité
Dans les gorges du Régalon dont les parois, par endroits, atteignent plus de 50 mètres de haut dans un couloir n’excédant pas un mètre, certaines grottes furent occupées du néolithique à l’âge du bronze comme celle du Puceu. Le vallon de Vidauque a, lui aussi, livré des traces d’implantation préhistorique. Mais le site utilisé le plus tôt fut la «Baumo doù Luce» qui a été caractérisé comme un abri moustérien et daté de –350 000 ans. À l’époque phocéenne, le commerce avec les « emporiès » (négociants) de Massalia fut florissant si on en croit le nombre de monnaies retrouvées datant de cette époque.

### Moyen Âge

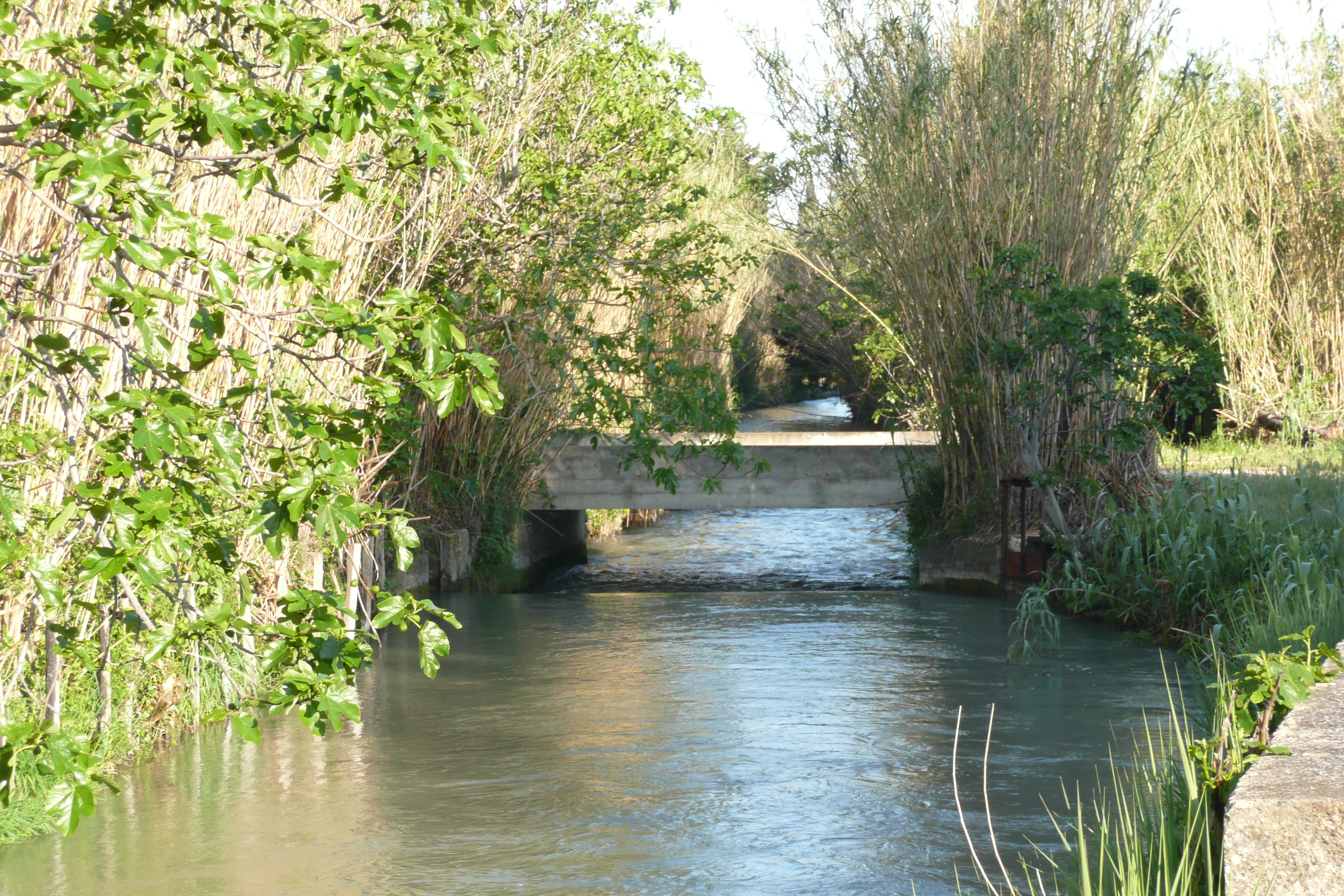
Canal d'irrigation à Cheval-Blanc.

Tout au long du Moyen Âge, des communautés tentèrent de s’implanter sur les sites de Saint-Phalès, Saint-Ferréol et la Roquette. En 1096, le prieuré de Saint-Phalès était une dépendance de Saint- André de Villeneuve-lès-Avignon.
Cette abbaye le céda en précaire à celle de Sénanque de 1178 à 1202, puis à l’évêque de Cavaillon.
Saint-Ferréol fut au XIIe siècle un des prieurés de Saint-Eusèbe de Saignon (1154). Il était situé près d’une source, sur le vieux chemin ligure menant à Mérindol par le col du Grand Devens, mais il ne parvint pas à devenir le centre d’une agglomération. En 1178, il passa à l’abbaye Saint-André de Villeneuve.
Au XIIe siècle, en 1171 précisément grâce à un acte notarié de déviation des eaux de la Durance, la création du canal Saint-Julien permet l’irrigation des terres arables.
Le château de la Roquette, qui est cité en 1245 dans le « Livre Rouge » d’Alphonse de Poitiers (Castro Roqueta), faillit arriver à être le point de concentration d’un village. Mais il ne constitue plus aujourd’hui qu’un domaine où se trouvent quelques vestiges des murailles du XIIe siècle et les vestiges de la Tour de Guet.
Quant au prieuré de Saint-Phalès, il rentra ensuite, par échange, dans la mense de Bermundus, l’évêque de Cavaillon. Il était sous la gouverne d’André II, administrateur du pape avignonnais Benoît XIII, en 1397, quand au printemps, les troupes de Raymond de Turenne, conduites par Gantonnet d'Abzac, le mirent à sac et firent fuir les habitants qui se pressaient autour.

### Renaissance
Les évêques de Cavaillon surent profiter, quelques décennies plus tard, du repeuplement de Mérindol pour accueillir à Saint-Phalés déserté des familles vaudoises. Mais les massacres de 1545 ruinèrent cette bastide qui était encore cartographiée au XVIIIe siècle comme le village de Saint-Falez. Les co-seigneurs du fief de la Roquette étaient le vicomte et l’évêque de Cavaillon, les consuls de la ville prirent leur succession. Les évêques avaient inféodé leur part aux Grillet des Taillades du XVe au XVIe siècle. Au nord de ce site, la Bastide des Mayorques est plus récente n’ayant été construite qu’au XVIIIe siècle par un réfugié politique anglais.

### Périodes moderne et contemporaine

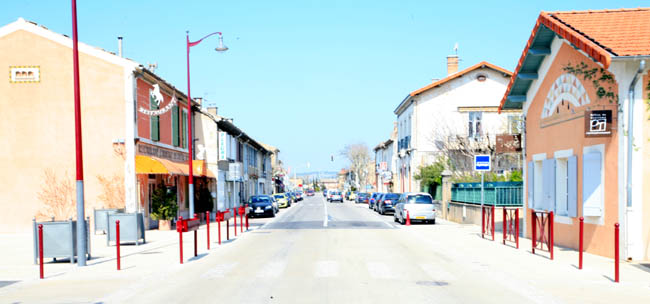
Quartier « La Cannebière » de Cheval-Blanc.

#### Ancien Régime
La décision de créer un véritable village fut prise le 12 août 1765 par Louis-Joseph Crispin des Achards de la Balme, évêque de Cavaillon, en fondant une paroisse sous le nom de Saint-Paul près de l’Auberge du Cheval Blanc, à l’arrivée du bac sur la Durance. Le territoire de cette paroisse qui allait devenir commune était retranché de celui de Cavaillon qui s'étendait alors jusqu’aux portes de Mérindol.
Le 31 décembre 1766, le Vice-Légat d'Avignon Salviati autorise par décret de dériver les eaux de la Durance pour arroser la plaine agricole de Cavaillon et du Comtat-Venaissin mais avec une prise d'eau en France. De gros travaux d'excavation commencent alors, avec des moyens rudimentaires (c'est le règne de la pelle et de la brouette) et une prise d'eau en bois qui subit plusieurs destructions à cause de la pluie et des inondations. Il faut donc attendre dix-neuf ans et l'intervention de l'évêque de Marseille (qui avait des possessions à la Roquette) pour établir définitivement une prise d'eau au Cabedan mais avec une construction durable en pierre à Mérindol (en France donc) en 1785.
Le petit hameau de métairies constitué autour de la petite église rurale dédiée à Saint-Paul se constitua en commune en 1790. Le nom du village fait référence au cheval blanc de Saint-Paul qui le désarçonna : la nomination du village en Cheval-Blanc adoptait ainsi à l'indépendance de la Commune vis-à-vis du diocèse de Cavaillon un nom à moindre connotation religieuse. Pourtant, Cheval-Blanc changea son nom en Blanc-Montagne quatre ans plus tard pour suivre le décret de la Convention durant la République des Sans-Culottes. Ce n’est que sous l’Empire, en 1804, que ses édiles optèrent définitivement pour Cheval-Blanc.
Le 12 août 1793 fut créé le département de Vaucluse, constitué des districts d'Avignon et de Carpentras, mais aussi de ceux d'Apt et d'Orange, qui appartenaient aux Bouches-du-Rhône, ainsi que du canton de Sault, qui appartenait aux Basses-Alpes.

#### Le XIXe siècle
Le quartier de la Canebière, tout comme la célèbre avenue de Marseille, doit son nom au chènevis (cannabis). Le quartier se développe au milieu du XIXe siècle, car bien situé entre Cavaillon, les Taillades, le village-centre vers Mérindol. Sous le Second-Empire, il n'y a pas encore de desserte ferroviaire et le village se contente de liaisons par routes depuis Cavaillon. De nombreuses maisons bourgeoises s'installent alors sur la Canebière : le médecin, le Maire et quelques expéditeurs.

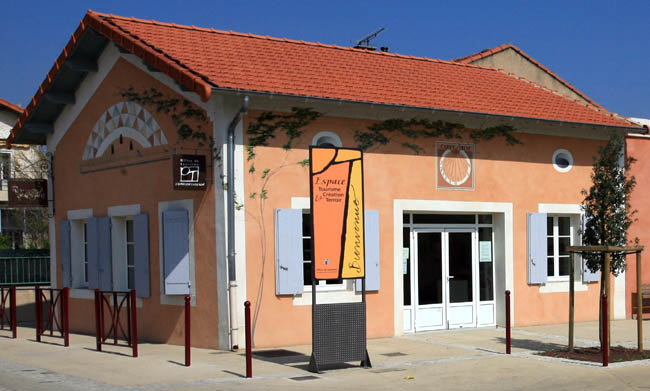
Cheval blanc 2 by JM Rosier

Le développement de La Canebière se développe en même temps que la transformation du Canal de Cabedan neuf en Canal de Carpentras dont la construction est appuyée directement par la couronne impériale. Les paysans des communes concernées (Lagnes, Robion L'Isle-sur-Sorgues) obtiennent une concession d'eau sur la Durance en 1849 et une prise d'eau élargie. La conception du Canal de Carpentras est réalisée par le maire de Pernes Louis Giraud. La réalisation de ce nouveau canal entraine de gros travaux d'excavations avec des moyens plus modernes. Le Canal de Cabedan neuf qui devient ainsi un tronçon commun entre l'ensemble des canaux d'irrigation (dont le Canal du Cabedan vieux de 1566 et de celui du Saint-Julien de 1171 pour Cheval-Blanc) est doublé et une vingtaine de ponts en pierre sont construits sur les 150 que compte l'ouvrage d'art. La mise en eau du Canal de Carpentras complet, donc le tronc-commun entre Mérindol et Les Taillades, est rebaptisé Canal Mixte est réalisée en 1857 avec une inauguration en présence de l'impératrice Eugénie le 12 juillet 1857. L'empereur reviendra dans la plaine en 1866 pour remettre à Louis Giraud la Légion d'Honneur.

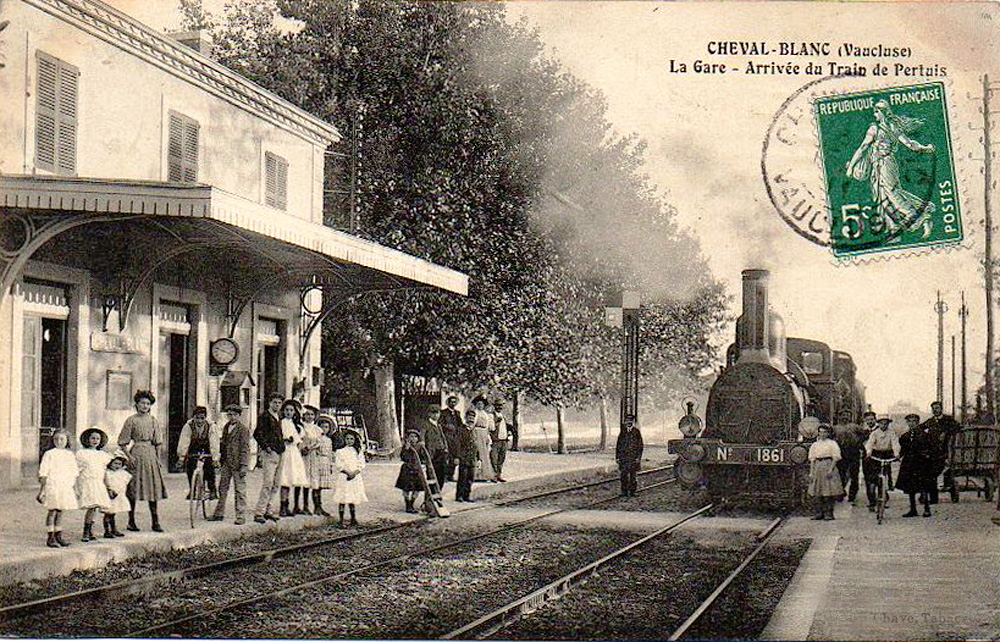
La gare de Cheval-Blanc au début du XXe siècle.

Le chemin de fer entre Cheval-Blanc et Pertuis est ouvert en octobre 1871. La présence de la gare de Cheval-Blanc et de son bâtiment voyageur n'a pourtant pas encouragé la construction de maisons d'expéditeurs locaux qui auraient souhaité être près de la gare comme ce fut le cas à Cavaillon. Seule une maison occupe l'avenue au début du XXe siècle ainsi qu'un moulin à blé du XVIIIe siècle hydraulique qui est reconverti en moulin à production électrique à l'aube de la Première Guerre Mondiale.
En 1879, la République construit une école communale au hameau de la Roquette de manière que les enfants des hameaux éloignés du village-centre (Le Logis Neuf, La Grande Bastide, La Roquette, Saint Férreol, Saint Phalès) puissent être scolarisés et ainsi éviter 1 h de route en charrette ou 3 h à pied. L'Hôtel de ville des années 1790 qui n'a pas encore connu d'extension accueille dans ses locaux une salle d'étude pour les garçons avec un instituteur et dans un bâtiment annexe, une salle d'étude pour les filles avec une institutrice. Avant la mise en application de la Loi du 28 mars 1882 sur l'enseignement primaire obligatoire, les élèves du village-centre suivait leur scolarité de manière irrégulière dans la maison de l'instituteur. L'enseignement destiné aux filles était encore plus irrégulier. Après 1882, l'Hôtel de ville accueille ainsi une école communale dans des salles exiguës mais séparées toutefois pour permettre la scolarisation des enfants du village. 

#### Cheval-Blanc depuis 1918
La Première Guerre mondiale touche une majorité des familles de Cheval-Blanc dont plusieurs sont dévastées en pertes humaines.
Le village ne connait qu'une faible croissance dans les années 1920. Par contre, les années 1930 ont connu jusqu'à la Seconde Guerre mondiale une petite poussée de croissance à commencer par la construction d'un nouveau groupe scolaire en 1934. La commune vend pour ce faire deux terrains aux abords du canal Mixte pour construire le nouvel établissement. Il s'agit d'un établissement bien plus spacieux au style Art déco et qui poursuit le village-centre à l'est vers la Canebière mais encore suffisamment éloigné du cimetière municipal. Le bâtiment occupe trois missions : d'abord la mission scolaire, ensuite la mission sociale (la cantine scolaire sert de cuisine centrale pour les foyers de vieux), enfin la mission culturelle puisque la première salle des fêtes est installée à l'étage du pavillon central.
Aux abords de la nouvelle école de nouveaux entrepreneurs s'installent notamment des expéditeurs et des marchands d'engrais.
À partir de 1940 et de la défaite française, la commune est placée sous la tutelle de la Préfecture d'Avignon qui y nomme un maire. La Collaboration entraine l'apparition des tickets de rationnement et de la menace du STO. La Waffen SS qui occupe la zone sud de la France en 1943, s'installe dans le groupe scolaire et des mitraillettes sont installées dans le clocher de l'église. En 1944, Cheval-Blanc vit au rythme des couvre-feux et de la menace des bombardements. Les enfants qui avaient repris leurs études dans la maison des instituteurs, avaient l'habitude de suivre la lecture dans des souterrains creusés aux abords de l'école.
Le début du XXIe siècle voit la population de Cheval-Blanc doubler. Cette croissance démographique s'accompagne également par la réalisation d'une série d'aménagements de grande ampleur par rapport à l'échelle du village : réalisation d'une digue de protection contre les inondations de la Durance, restructuration urbaine à la Canebière, aménagement des vieux canaux.
La ligne à voie unique non électrifiée de chemin de fer Cheval-Blanc – Pertuis perd son trafic voyageurs le 4 juillet 1971. C'est, depuis, un trafic de fret qui se développe sur la ligne. Les infrastructures ferroviaires connaissent un réaménagement dans les années 1990 : la gare est détruite puis, à son emplacement, une base de maintenance de la LGV Méditerranée (ligne ouverte en 2001) est construite.
Si des travaux sont réalisés pour améliorer l'irrigation des cultures, c'est surtout une dynamique d'aménagement urbain qui est mise en place à Cheval-Blanc avec l'aménagement du canal Saint-Julien dans le village-centre qui connait une forte résidentialisation et une augmentation des services et institutions. Par ailleurs, le hameau de La Canebière autrefois hameau-rue, connait une recomposition socio-spatiale depuis la fin des années 2000 pour devenir davantage un centre-ville dynamique accueillant de nombreux commerces. La destruction d'une ancienne friche industrielle nommée Les établissements Donnat qui occupait un hectare en plein centre de La Canebière et sa recomposition résidentielle au début des années 2020 ne font qu'enrichir la rénovation urbaine de cet espace vécu.

### Héraldique
| Blason de Sault | Les armes peuvent se blasonner ainsi : D'azur au cheval d'argent rampant |

## Politique et administration
Cheval-Blanc fait partie de l'aire urbaine de Cavaillon.

### Liste des maires

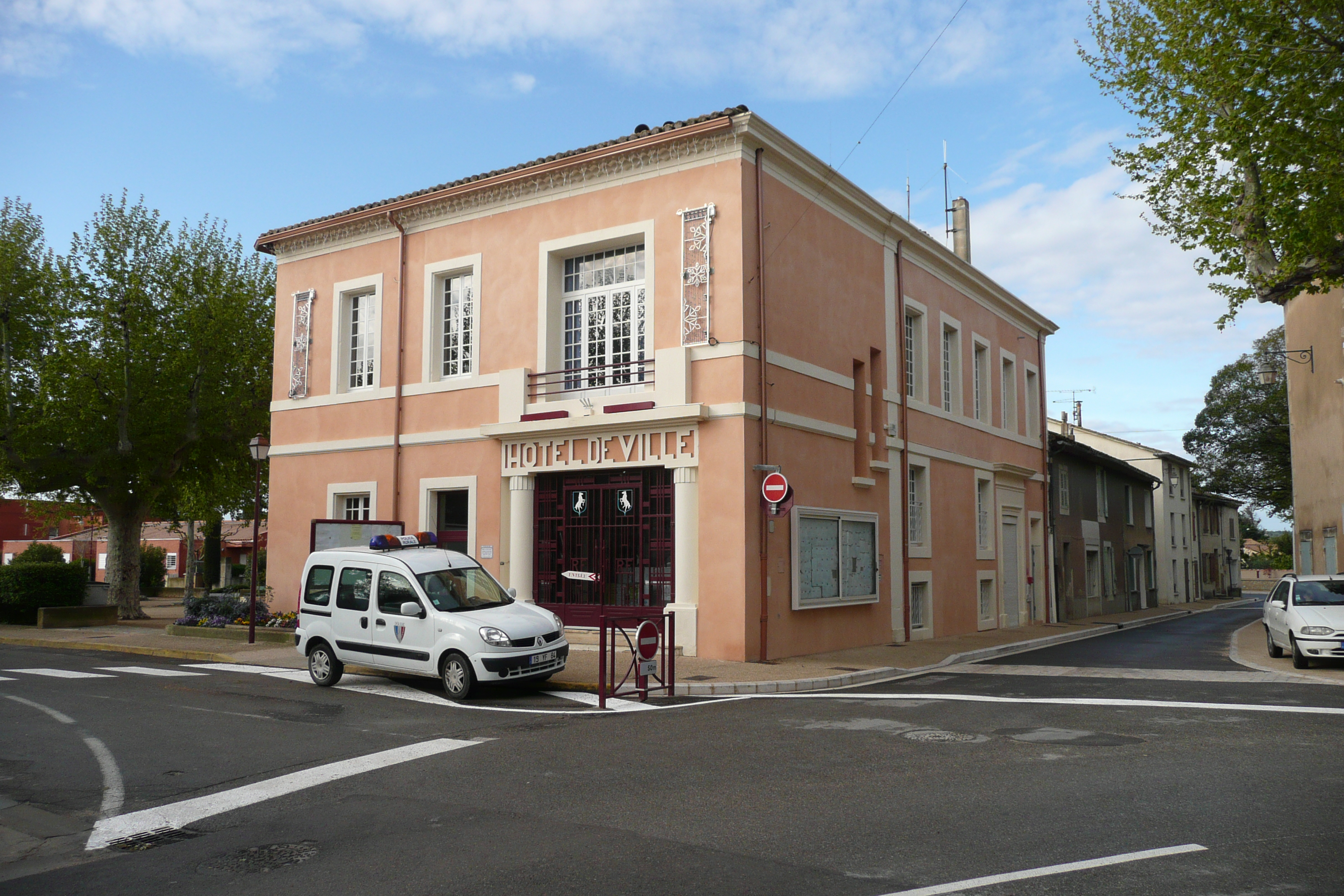
La mairie (ancienne photo, sans son agrandissement).

| Période   | Période                    | Identité          | Étiquette | Qualité |
| --------- | -------------------------- | ----------------- | --------- | --- |
| mars 1959 | mars 1977                  | Albert Poncet     | SE        | Cultivateur |
| mars 1977 | mars 2001                  | Pierre Fabre,     | SE        | Cultivateur, maire honoraire Sénateur suppléant de Jacques Bérard                                                                                             |
| mars 2001 | En cours (au 28 août 2020) | Christian Mounier | DVD       | Administrateur de société Conseiller départemental de Cheval-Blanc (2015 → ) Vice-président du conseil départemental (2015 → ) Réélu pour le mandat 2020-2026 |

### Fiscalité
| Taxe                                                | Part communale | Part intercommunale | Part départementale | Part régionale |
| --------------------------------------------------- | -------------- | ------------------- | ------------------- | -------------- |
| Taxe d'habitation (TH)                              | 8,36 %         | 0,00 %              | 7,55 %              | 0,00 %         |
| Taxe foncière sur les propriétés bâties (TFPB)      | 15,45 %        | 0,00 %              | 10,20 %             | 2,36 %         |
| Taxe foncière sur les propriétés non bâties (TFPNB) | 29,44 %        | 0,00 %              | 28,96 %             | 8,85 %         |
| Taxe professionnelle (TP)                           | 00,00 %        | 20,97 %             | 13,00 %             | 3,84 %         |

La part régionale de la taxe d'habitation n'est pas applicable.

## Démographie
L'évolution du nombre d'habitants est connue à travers les recensements de la population effectués dans la commune depuis 1793. Pour les communes de moins de 10 000 habitants, une enquête de recensement portant sur toute la population est réalisée tous les cinq ans, les populations de référence des années intermédiaires étant quant à elles estimées par interpolation ou extrapolation. Pour la commune, le premier recensement exhaustif entrant dans le cadre du nouveau dispositif a été réalisé en 2007.

En 2022, la commune comptait 4 340 habitants, en évolution de +2,97 % par rapport à 2016 (Vaucluse : +1,73 %, France hors Mayotte : +2,11 %).
| 1793  | 1800  | 1806  | 1821  | 1831  | 1836  | 1841  | 1846  | 1851  |
| ----- | ----- | ----- | ----- | ----- | ----- | ----- | ----- | ----- |
| 1 400 | 1 328 | 1 289 | 1 431 | 1 530 | 1 625 | 1 670 | 1 723 | 1 836 |

| 1856  | 1861  | 1866  | 1872  | 1876  | 1881  | 1886  | 1891  | 1896  |
| ----- | ----- | ----- | ----- | ----- | ----- | ----- | ----- | ----- |
| 1 904 | 1 809 | 1 794 | 1 957 | 1 917 | 1 904 | 1 778 | 1 666 | 1 664 |

| 1901  | 1906  | 1911  | 1921  | 1926  | 1931  | 1936  | 1946  | 1954  |
| ----- | ----- | ----- | ----- | ----- | ----- | ----- | ----- | ----- |
| 1 706 | 1 622 | 1 655 | 1 541 | 1 708 | 1 702 | 1 748 | 1 639 | 1 821 |

| 1962  | 1968  | 1975  | 1982  | 1990  | 1999  | 2006  | 2007  | 2012  |
| ----- | ----- | ----- | ----- | ----- | ----- | ----- | ----- | ----- |
| 1 839 | 1 880 | 2 029 | 2 372 | 3 032 | 3 524 | 3 981 | 4 048 | 4 080 |

| 2017  | 2022  | - | - | - | - | - | - | - |
| ----- | ----- | - | - | - | - | - | - | - |
| 4 276 | 4 340 | - | - | - | - | - | - | - |

## Économie

### Agriculture

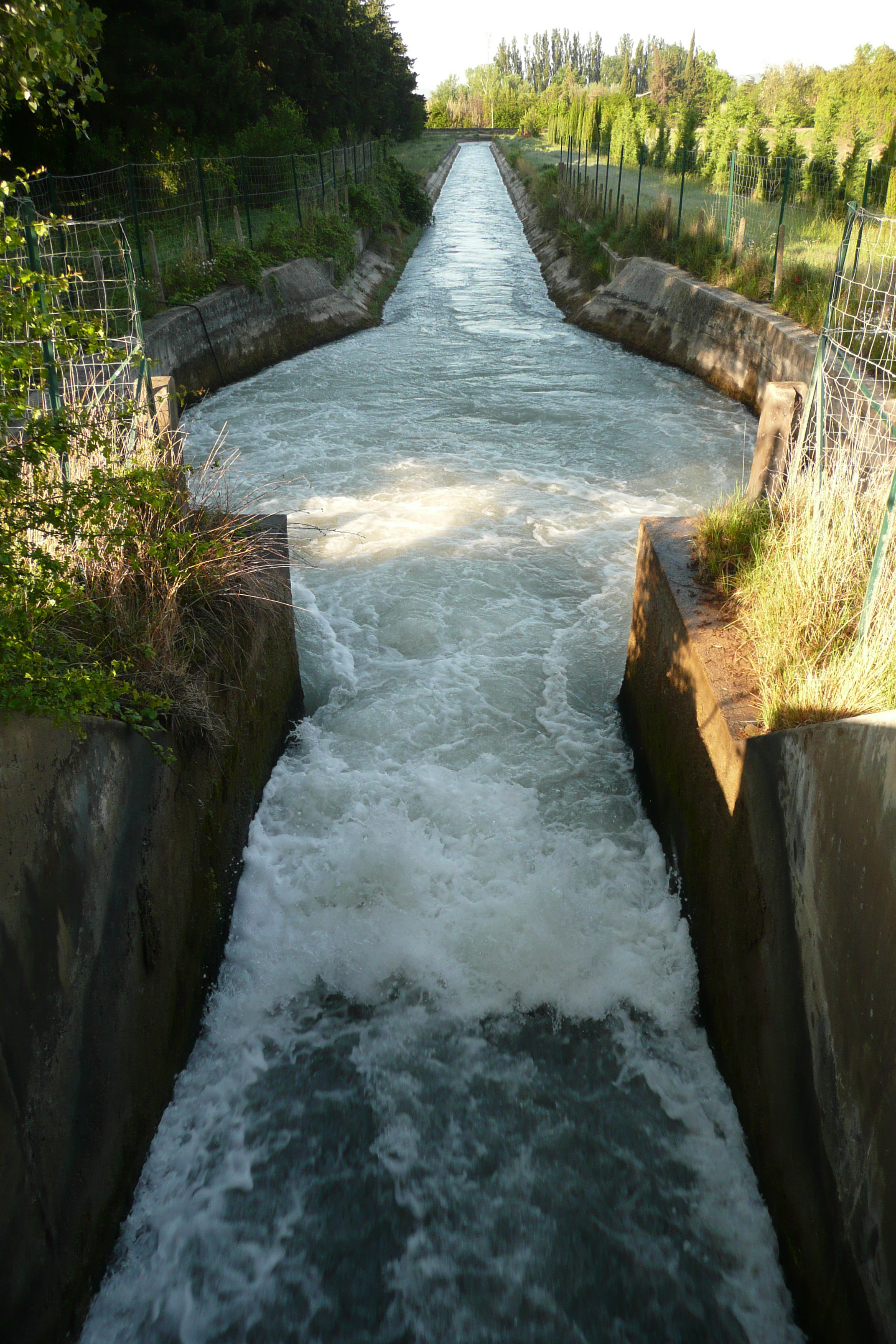
Chute d'eau d'un canal d'irrigation près de Cheval-Blanc.

La grande richesse de Cheval-Blanc reste les fruits et légumes grâce à un important réseau d’irrigation. Le premier canal créé fut celui de Sain-Julien au XIIe siècle, c'est le plus ancien de toute la Provence. Il fut creusé à la suite d'une concession faite en mai 1171 par Raymond V de Toulouse, comte de Provence, à Benoït, évêque de Cavaillon. Originellement, cette capture des eaux de la Durance devait uniquement servir à faire tourner les moulins. Mais en février 1225, le droit d'arrosage fut acquis.
Les travaux du « canal de Cabedan Neuf », auparavant dénommé « canal de Cabedan Vieux » et qui datait de 1657, sont réalisés par l'architecte Esprit-Joseph Brun sur ordre du vice-légat Salviati,. Ils commencent en décembre 1765 et se terminent un an plus tard avec la mise en eau,. Ce canal permet d'aider le « canal Saint Julien » à irriguer les terres autour de Cavaillon.
Village pilote en matière d'installation photovoltaïque (école, salle des fêtes, etc.).
La commune produit des vins AOC côtes-du-luberon. Les vins qui ne sont pas en appellation d'origine contrôlée peuvent revendiquer, après agrément le label Vin de pays d'Aigues.

### Activités
Quelques entreprises sont encore installées sur la commune.
En raison d'un patrimoine géologique remarquable, notamment les alluvions charriées par la Durance, la Commune a vu l'installation sur son territoire de plusieurs carrières au cours du siècle dernier. Ainsi, la Commune joue un rôle important dans l'approvisionnement local des besoins du département en matériaux de construction. La plaine de Cheval Blanc, constituée d'alluvions silico-calcaires de Durance, constitue un gisement d'intérêt régional à préserver.

### Tourisme
Comme l'ensemble des communes proche du Luberon, le tourisme joue un rôle, directement ou indirectement, dans l'économie locale.
On peut considérer trois principales sortes de tourisme en Luberon. Tout d'abord, le tourisme historique et culturel qui s'appuie sur un patrimoine riche des villages perchés ou sur des festivals. Ensuite, le tourisme détente qui se traduit par un important développement des chambres d'hôtes, de l'hôtellerie et de la location saisonnière, par une concentration importante de piscines et par des animations comme des marchés provençaux. Enfin, le tourisme vert qui profite des nombreux chemins de randonnées et du cadre protégé qu'offrent le Luberon et ses environs.
Le territoire de Cheval-Blanc concerne une mise en tourisme sur des activités culturelles (patrimoine, musée de la langue provençale du Mas Saint Paul), des activités liées au tourisme vert (sentiers de randonnées dans la Forêt domaniale du Luberon, espaces ruraux en bordure des canaux et de la Durance et gorges du Régalon) ainsi que la forte présence de chambres d'hôtes et de locations saisonnières de particuliers. La commune bénéficie également d'une valorisation et d'un dynamisme touristique liés à l'office de tourisme Luberon Cœur de Provence.

## Vie locale
- Marché hebdomadaire de Cheval-Blanc se tient tous les mercredis matin.
- Marché nocturne dinatoire (août) organisé par la mairie.
- Maison des Associations, salle des fêtes et bibliothèque intercommunale[43].

### Santé
On trouve sur la commune un docteur seulement, un cabinet dentaire, ainsi qu'un centre de secours et un foyer du 3e âge (L'Oustau).

### Sports
La commune dispose de plusieurs stades et tennis, d'une salle des sports.
Un club de football, le Football Club Cheval Blanc (F.C.C.B) évoluant actuellement en Première division du district Rhône Durance fondé en 1973.
Un club de rugby à XIII, le Cheval-Blanc XIII. A titre anecdotique, quand le magazine australien Rugby League Review donne les résultats de ce club, il traduit littéralement le nom de la commune par « White horse ». 

### Enseignement

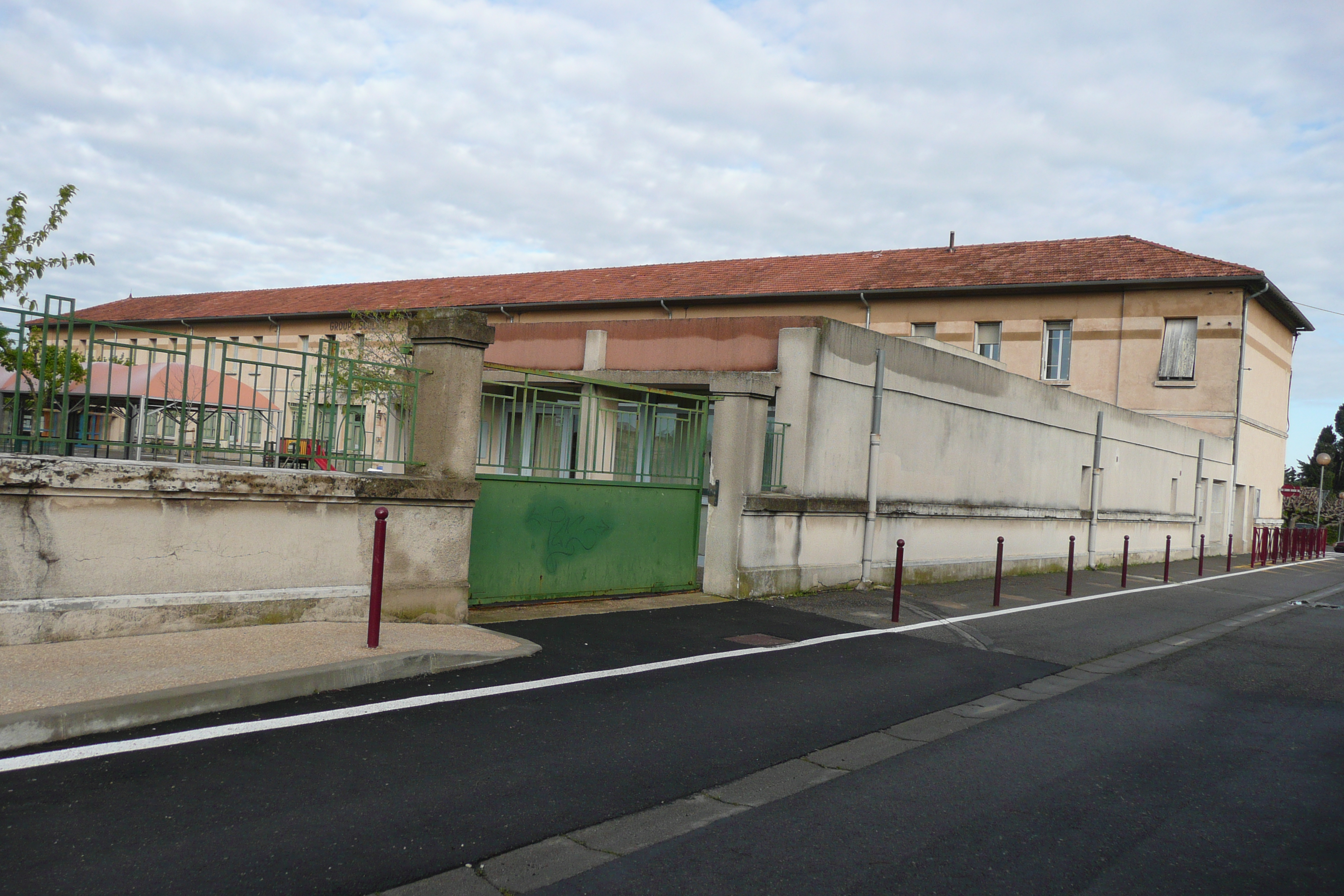
L'école.

La commune dépend de l'Académie d'Aix-Marseille. La commune dispose d'une école maternelle et primaire avec cour de récréation équipée de toboggans et bacs à sable. L'école maternelle de la Roquette accueille 36 enfants. L'école primaire Marius André accueille 219 élèves.

### Cultes
L'implantation de la religion catholique reste profondément ancrée dans les formes de sociabilité de Cheval-Blanc. Ainsi, l'église paroissiale de Saint-Paul du XVIIIe siècle agrandie au milieu du XIXe siècle et rénovée en 1948 connait une assiduité d'un terreau de Chevalblanais pour les offices, et ce, malgré un net recul dans les autres communes.

### Culture
La commune bénéficie d'un patrimoine rural bien conservé et valorisé ainsi que d'un nouveau musée et centre culturel consacré à la langue et à la culture provençales, l'Observatoire de la Langue et de la Culture provençale (Óusservatòri de la lengo e de la culturo prouvençalo) qui fut inauguré en 2020.
La commune bénéficie d'une médiathèque de taille moyenne de l'agglomération LMV qui concentre des collections variées ainsi que plusieurs salles de lecture (dont une en extérieur) et une salle de conférence. Une salle des fêtes (la salle des moulins) où de nombreuses manifestations ont lieu et une salle de théâtre de la compagnie théâtrale La Licorne complètent l'offre culturelle du village.

## Lieux et monuments
- Site Saint Phalès ou Saint Féli est un ensemble de plusieurs bâtiments situés dans le Luberon. Il fut tour à tour la propriété des moines de l'abbaye Saint Victor de Marseille, de l'évêché d'Arles et des chartreux de Villeneuve lez Avignon.
- La chapelle Saint Ferréol est une chapelle du XIe siècle située au hameau du même nom. Cette chapelle inscrite au patrimoine est aujourd'hui privée.
- L'église de la Conversion-de-Saint-Paul est une ancienne chapelle, datée de 1650, agrandie en 1744, et consacrée le 2 juillet 1745. Elle fut à nouveau agrandie en 1850. Les cloches proviennent de deux chapelles aujourd'hui disparues aux quartiers des Tuilières et des Grands Terres[1].
- La chapelle Sainte-Thérèse construite dans la deuxième moitié du XXe siècle au hameau de La Roquette.
- Roue à aubes du canal Saint-Julien (à l'extérieur du village pour les roues à aubes historiques).

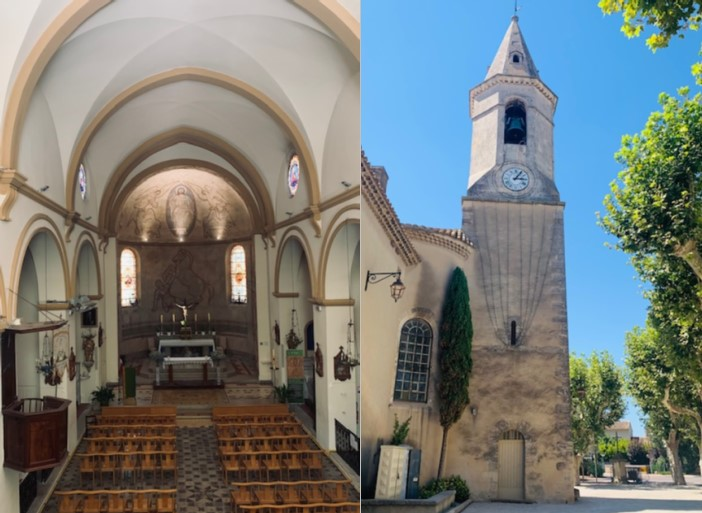
Intérieur et clocher de la paroisse Saint-Paul de Cheval-Blanc
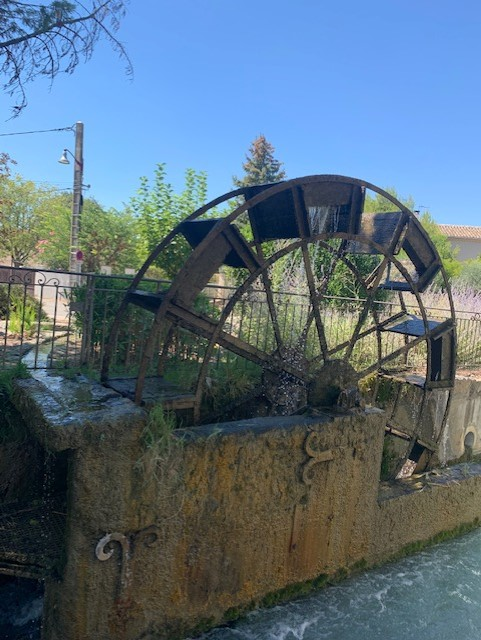
Roue à aubes située en face de la Paroisse Saint-Paul de Cheval-Blanc
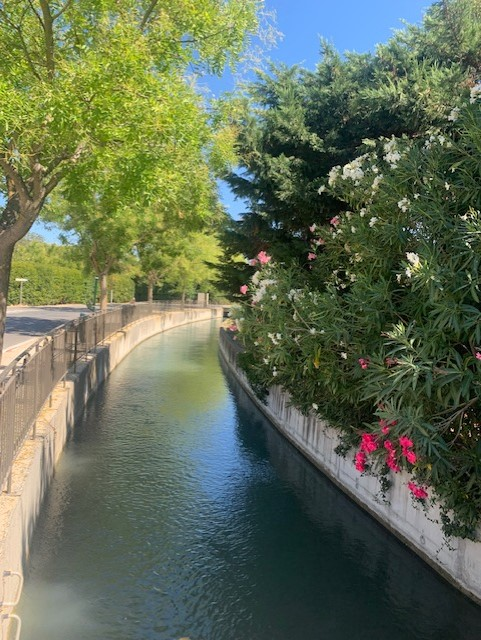
Canal Saint-Julien

## Personnalités liées à la commune
- Esprit-Joseph Brun (1710-1802), architecte du « canal de Cabedan Neuf »[39].
- Knud Viktor, artiste plasticien sonore, vidéaste et compositeur d’art sonore danois né à Copenhague en 1924 et décédé le 10 juin 2013, a vécu cinquante ans dans la commune de Cheval-Blanc, près des gorges de Régalon.
- L'écrivain Emmanuel Muheim (1923-2002) a vécu les quinze dernières années de sa vie sur la commune de Cheval-Blanc.